# Uittienia
Uittienia é um género botânico pertencente à família Fabaceae. Contém uma única espécie, Uittienia modesta Steenis.